# Samdzimari Corona
Samdzimari Corona est une corona, formation géologique en forme de couronne, située sur la planète Vénus par -11° S et 339,5° E. Elle est localisée dans le quadrangle de Carson. Elle a été nommée en référence à Samdzimari, déité géorgienne de l'abondance. 

## Géographie et géologie
Samdzimari Corona couvre une surface circulaire d'environ 260 km de diamètre. 